# Prințesa Sofia, Ducesă de Värmland
Prințesa Sofia a Suediei, Ducesă de Värmland (născută Sofia Kristina Hellqvist la 6 decembrie 1984) este soția Prințului Carl Philip, Duce de Värmland.
Sofia s-a născut la Danderyd într-o familie suedezo-daneză. În presa de scandal din Suedia s-a scris mult despre trecutul Sofiei: la 20 de ani, aceasta a pozat într-o revistă erotică și a participat la un concurs de telerealitate. Ulterior, a studiat contabilitate și dezvoltarea afacerilor la New York și a lucrat ca instructor de yoga și model. În 2010, a fondat Project Playground, o organizație caritabilă pentru ajutorarea copiilor din Africa de Sud. În prezent este președinte de onoare al acesteia.
Relația Sofiei Hellqvist cu prințul Carl Philip al Suediei a început în 2010. În aprilie 2011, cei doi s-au mutat împreună, iar în iunie 2014 și-au anunțat logodna. Nunta lor a avut loc pe 13 iunie 2015, la capela Palatului Regal din Stockholm.
Sofia și Carl Philip au doi copii: prințul Alexander (n. 2016) și prințul Gabriel (n. 2017).